# مستحرة متقلبة لاصقة
مستحرة متقلبة لاصقة (الاسم العلمي:Thermoproteus tenax) هي نوع من العتائق يتبع جنس المستحرة المتقلبة من فصيلة المستحرية المتقلبة.